# الحرب العالمية الثالثة (فلم 2022)
الحرب العالمية الثالثة (بالفارسية: جنگ جهانی سوم) هو فيلم دراما إثارة إيراني من إخراج هومن سيدي وبطولة محسن تنابنده، مهسا حجازي وندى جبرايلي، أختير الفيلم ليمثل إيران لجائزة الأوسكار لأفضل فيلم بلغة أجنبية 2023.

## قائمة الممثلين
- محسن تنابنده بدور شكيب.
- مهسا حجازي بدور لادن.
- ندا جبرائيلي بدور ندى زارع.
- نويد نصرتي بدور سعيد نصرتي.
- مرتضى خاجاني بدور فرشيد.
- حاتم مشمولي بدور رستغار.[4]

## القصة
شكيب (محسن تنابنده) عامل بأجر يومي ويعيش من دون مأوى، فقد زوجته وابنه في زلزال منذ سنوات. على مدى العامين الماضيين، كان على علاقة غرامية مع لادن (مهسا حجازي)، وهي امرأة صماء وبكماء. حصل على وظيفة في موقع بناء، تبين أن موقع البناء الذي يعمل فيه هو مجموعة فيلم عن الفظائع التي ارتكبها هتلر خلال الحرب العالمية الثانية.
حصل شكيب على منزل وفرصة العمر، بسبب الشبه بينه وبين هتلر. وعندما تعلم لادن عن دوره السينمائي وعن المنزل، تأتي إلى مكان عمله وتطلب المساعدة منه للبقاء معه في المنزل. أخيرًا خطة شكيب لإخفائها عن أعين أصحاب العمل فشلت، وفرصة العمر فشلت كذلك.

## الجوائز والترشيحات
| الجائزة                              | تاريخ الحفل | الفئة                                   | المستلم      | النتيجة   | المراجع |
| ------------------------------------ | ----------- | --------------------------------------- | ------------ | --------- | ------- |
| جوائز السينما الآسيوية               | 2023        | أفضل ممثل                               | محسن تنابنده | رُشِّح       | [ 5 ]   |
| مهرجان الفيلم العالمي الآسيوي        | 2022        | أفضل ممثل                               | محسن تنابنده | فوز       |         |
| مهرجان الفيلم العالمي الآسيوي        | 2022        | جائزة لجنة التحكيم الخاصة               | هومن سيدي    | فوز       |         |
| مهرجان هاينان السينمائي الدولي       | 2022        | جوزة الهند الذهبية                      | هومن سيدي    | رُشِّح       |         |
| مهرجان مدينة لوكسمبورغ السينمائي     | 2023        | الجائزة الكبرى                          | هومن سيدي    | رُشِّح       |         |
| الشرق الأوسط الآن                    | 2022        | أفضل فيلم                               | هومن سيدي    | ترشيح خاص | [ 6 ]   |
| مهرجان بالم سبرينغز السينمائي الدولي | 2023        | جائزة الاتحاد الدولي للنقاد السينمائيين | هومن سيدي    | رُشِّح       | [ 6 ]   |
| مهرجان ستوكهولم السينمائي الدولي     | 2022        | جائزة الاتحاد الدولي للنقاد السينمائيين | هومن سيدي    | فوز       | [ 6 ]   |
| مهرجان طوكيو السينمائي الدولي        | 2022        | أفضل فيلم                               | هومن سيدي    | رُشِّح       | [ 7 ]   |
| مهرجان طوكيو السينمائي الدولي        | 2022        | جائزة لجنة التحكيم الخاصة               | هومن سيدي    | فوز       | [ 7 ]   |
| مهرجان البندقية السينمائي            | 2022        | جائزة أوريزنتي لأفضل فيلم               | هومن سيدي    | فوز       | [ 8 ]   |
| مهرجان البندقية السينمائي            | 2022        | ائزة أوريزنتي لأفضل ممثل                | محسن تنابنده | فوز       | [ 8 ]   |

## روابط خارجية
- الحرب العالمية الثالثة (فيلم 2022) على موقع IMDb (الإنجليزية)
- الحرب العالمية الثالثة (فيلم 2022) على موقع روتن توميتوز (الإنجليزية)
- الحرب العالمية الثالثة (فيلم 2022) على موقع قاعدة بيانات الفيلم (الإنجليزية)
- الحرب العالمية الثالثة (فيلم 2022) على موقع ليتربوكسد (الإنجليزية)
- الحرب العالمية الثالثة (فيلم 2022) على موقع كينوبويسك (الروسية)